# Suite en ré bémol pour quartette de jazz
La Suite en ré bémol pour quartette de jazz est une composition du pianiste de jazz français Martial Solal écrite en 1958.

## Historique
En 1958, Martial Solal est pianiste au Club Saint-Germain, en quartette avec Roger Guérin à la trompette, Paul Rovère à la contrebasse et Daniel Humair à la batterie. Ils jouent principalement des standards.
Solal a alors envie de composer une pièce plus ambitieuse que les thèmes sur lesquels ils improvisent, alors que les grandes compositions étaient réservées aux grands ensembles. Il explique :

« J’ai voulu essayer de faire quelque chose de nouveau et d’organisé, sans pour cela briser l’élan des solistes. Enfin j’ai eu l’occasion de pouvoir faire jouer une musique à laquelle je pensais depuis des années. La conception est assez nouvelle, je crois : il y a plusieurs thèmes dans un tout, des interludes qui reviennent à fréquence régulière. Il y a plusieurs tempos et tout s’enchaîne, je pense d’une manière attendue. Il y a quinze ans que je joue du jazz ; ceci est en quelque sorte un résumé de quinze ans d’expérience, si l’on peut dire. La part d’orchestration écrite est de huit minutes et demie, celle d’improvisation de huit minutes et demie. J’ai simplement voulu prouver qu’un groupement français pouvait jouer une musique qui lui appartient tout en restant du jazz. »

Solal arrive une demi-heure avant le début du set, écrit quelques mesures qui sont jouées le soir même, et ainsi de suite chaque soir. La pièce est répétée et mémorisée séquence après séquence, Solal étant le seul à avoir un petit brouillon de la musique. Solal n'écrit pas particulièrement pour le quartette avec lequel il joue, il écrit « pour que cette pièce existe », même s'il est bien conscient des qualités des musiciens qui l'accompagnent.
Le résultat est la Suite en ré pour Quartette de Jazz, d'une durée totale de 30 minutes environ.

## Description
L'écriture de la Suite est très élaborée. Elle enchaîne « quatre mouvements qui font alterner thèmes, développements (écrits ou improvisés), interludes et improvisations des solistes ». On y trouve des ruptures rythmiques, des asymétries, des exposés en canon…
La première partie présente des thèmes et des configurations instrumentales variées}. Le thème principal, construit sur des appels et réponses, fait alterner la trompette de Roger Guérin et les autres instruments.

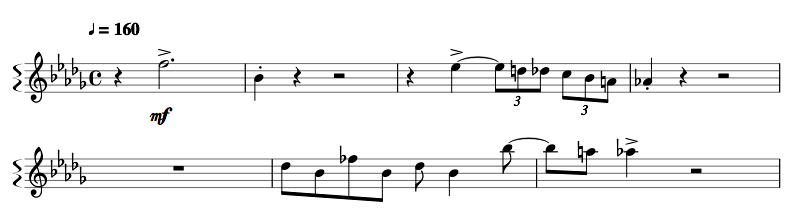
Le premier thème à la trompette.

Vient ensuite un chabada classique, interrompu par la reprise du premier thème. Un deuxième thème en forme de valse, joué à la trompette, s'éloigne un peu de la tonalité principale.

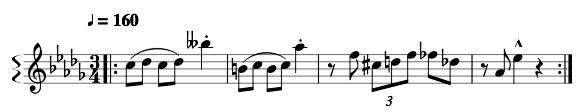
Le deuxième thème en forme de valse.

Suit un bref interlude en trio sans trompette, basé sur une gamme pentatonique descendante puis ascendante, suivie d'un long silence. Plusieurs séquences s'enchaînent ensuite : un solo de trompette accompagnée sur un tempo très rapide ( = 240), puis sur un tempo brusquement modifié ( = 160) ; un retour du premier thème ; un solo de trompette dans la continuité interrompu par des réponses de la section rythmique sur un rythme à trois temps, avec de longs silences. Le procédé se répète avec un solo de piano.

## Réception
Les changements de tempo et de rythme, les différents arrêts et ruptures perturbent les quelques danseurs qui occupaient encore la scène du club ; un critique de jazz de Combat lit ostensiblement son journal. Pour autant, la pièce est devenue « fameuse »,, en particulier après sa republication sur l'album Best of Live 1959/85. Pour autant, Claude Lenissois et Jef Gilson, dans le Jazz Hot de juin 1962 attribuent à la Suite autant d'importance dans l'histoire du jazz que celle de Concerto for Cootie de Duke Ellington.
À l'époque, Martial Solal est bien conscient de faire quelque chose de nouveau : « cette pièce a eu le mérite de donner une certaine ambition au jazz à un moment où presque toutes les petites formations se contentaient d'improviser sur des standards de trente-deux mesures. Ses différentes mélodies, ses changements de tempo, ses accélérations étaient inusités. »

## Enregistrements
Radio France a enregistré cette suite, sans la diffuser ; une version réduite à une vingtaine de minutes est enregistrée par Pathé-Marconi dans les studios de Boulogne-Billancourt.
Martial Solal possède lui-même un enregistrement d'une vingtaine de minutes.
- Suite no 1 en ré bémol pour quartette de jazz, 45 tours Columbia Jazz, 1959. La première face fait 6:12, la 2e 5:54. Cette version a été enregistrée le 3 juillet 1959[13],[14].
- Suite en ré bémol pour quartette de jazz, sur Best of Live 1959/85, version de 13:54 enregistrée par la RTF, le 14 septembre 1959[15].

## Musiciens
- Martial Solal : piano
- Roger Guérin : trompette
- Paul Rovère : contrebasse
- Daniel Humair : batterie